# Вилбер (Небраска)
Вилбер (енгл. Wilber) град је у америчкој савезној држави Небраска.

## Демографија
По попису из 2010. године број становника је 1.855, што је 94 (5,3%) становника више него 2000. године.
| Група             | 2000.         | 2010.         |
| Белци             | 1.706 (96,9%) | 1.588 (85,6%) |
| Афроамериканци    | 0 (0,0%)      | 33 (1,8%)     |
| Азијати           | 15 (0,9%)     | 33 (1,8%)     |
| Хиспаноамериканци | 32 (1,8%)     | 201 (10,8%)   |
| Укупно            | 1.761         | 1.855         |